# André Antoine

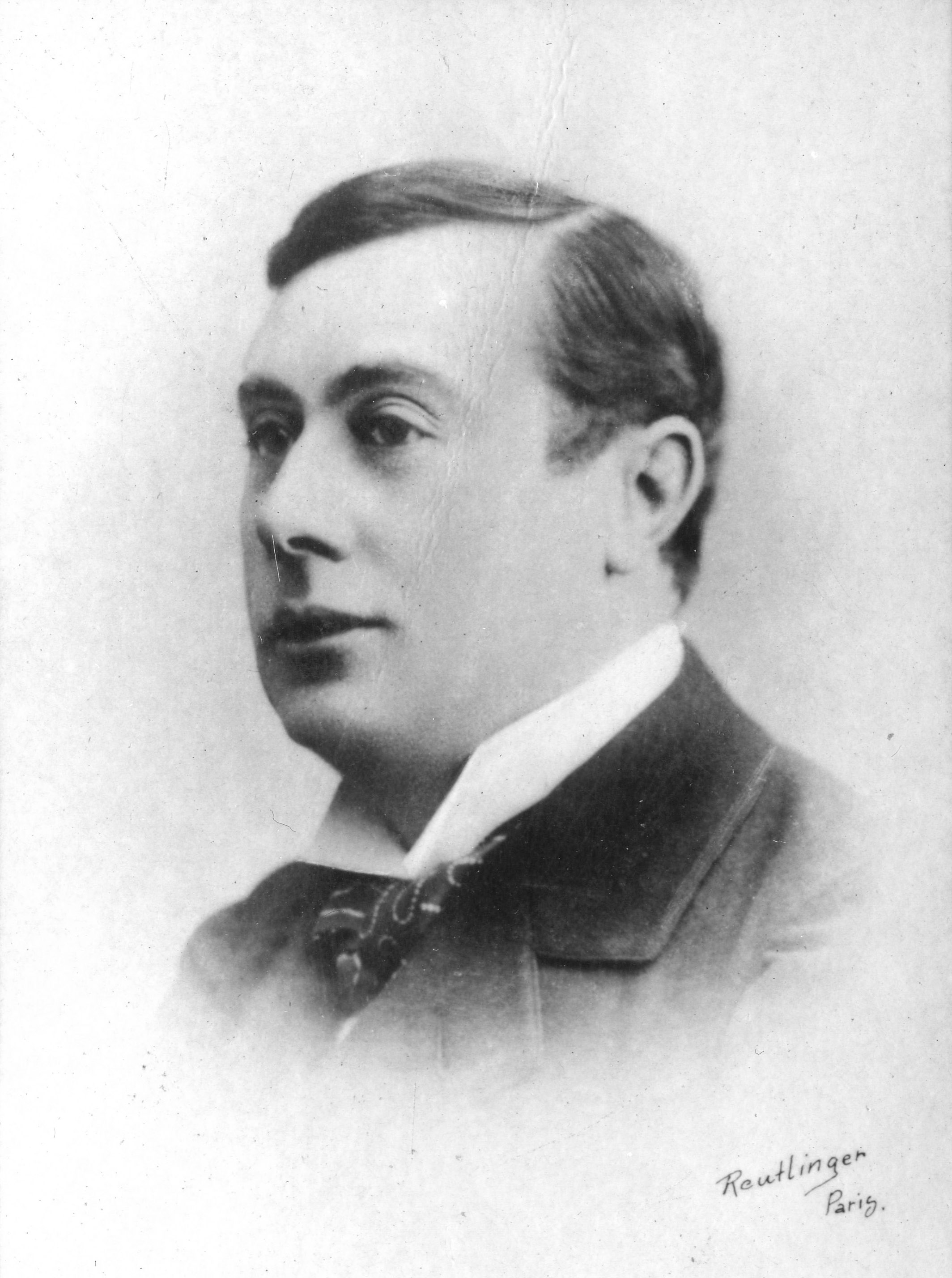
André Antoine

André Leonard Antoine, född 31 januari 1858, död 19 oktober 1943, var en fransk skådespelare och teaterledare.

## Biografi
Antoine väckte uppmärksamhet som amatörskådespelare med konstnärlig och litterär ambition, lämnade sin anställning som konstorist vid Paris gasverk och öppnade 1887 Théâtre libre, en försöktsteater grundad på slutna abonnemang samt ägnad den moderna realistiska och naturalistiska dramatiken och en i dess anda förnyad framställningskonst. Théâtre libre, som också gjorde fransk publik bekant med utländska mästare som Henrik Ibsen, Lev Tolstoj, Gerhart Hauptmann och andra, och vars program fick efterföljare i utlandet, bland annat i Berlinteatern Freie Bühne), nedlades 1894. Antoine kallades 1896 till konstnärlig ledare vid Odéon, men avgick nästan genast på grund av slitningar med direktionen och öppnade 1897 Théâtre Antoine, där han bland annat uppförde Bjørnstjerne Bjørnson, Henrik Ibsen och August Strindberg.
År 1906 överlät Antoine denna scen till Firmin Gémier. Han var 1906–14 direktör för Odéon vars repertoar och spelstil av friskade upp, men vars ekonomi han inte lyckades säkerställa. I Mes souvenirs sur le Théâtre libre (1921) och Mes souvenirs le Théâtre Antoine et sur l'Odéon (1928) skildrade han i form av dagboksanteckningar på ett underhållande sätt sina erfarenheter. I serien La troisième république de 1870 à nos jours medverkade han vidare med en värdefull kronologisk översikt över repertoaren (Le théâtre, 2 band, 1932).